# 王纪元 (1920年)
王纪元（1920年—2013年4月8日），山东淄博人，中华人民共和国政治人物，辽宁省人民政府原副省长、省政府顾问。